# BSSID
El BSSID (Basic Service Set Identifier), de una red de área local inalámbrica (WLAN), es un nombre de identificación único de todos los paquetes de una red inalámbrica para identificarlos como parte de esa red.
A diferencia del Service Set Identifier (SSID), que puede ser usado en múltiples BSS, el BSSID solo puede hacerlo en una.
Se forma con la dirección MAC (Media Access Control) formada por 48 bits (6 bloques hexadecimales), del punto de acceso inalámbrico (WAP, siglas del inglés Wireless Access Point) al que se conecte.
Un BSSID con todos los valores a 1 (en binario) es utilizado para indicar un “broadcast BSSID”. Un broadcast de este tipo solo puede ser utilizado durante las peticiones de comprobación (sondeo).
Estando conectado al WAP, se puede obtener realizando un ping (paquetes ICMP) a la dirección IP de la puerta de enlace (gateway) y a continuación consultando la tabla Address Resolution Protocol (ARP) de la computadora local.